# Roberto Serniotti
Pour les articles homonymes, voir Roberto Serniotti.
Roberto Serniotti est un entraîneur italien de volley-ball né le 1er mai 1962 à Turin.
Il est actuellement l'entraîneur de As Cannes Volley-Ball.
Ancien entraîneur de nombreuses équipes à travers l'Europe, entre autres  Panathīnaïkos Athlītikos Omilos, Tours Volley-Ball, M. Roma Volley, Trentino Volley, Berlin Recycling Volleys,  Resovia Rzeszów.

## Biographie
La carrière de Roberto Serniotti en Serie A1 a débuté en 1992, en tant que 2ème entraîneur du Piemonte Volley. Il est resté au club jusqu'en 2000 (sa dernière année en tant que 1er entraîneur), remportant de nombreux trophées nationaux et internationaux. Après deux saisons en Grèce au Panathīnaïkos Athlītikos Omilos, il est de nouveau sur le banc de l'équipe piémontaise jusqu'à la fin de la Serie A1 2002-2003.
En 2003, il s'installe en France, sur le banc du Tours Volley-Ball, qu'il emmène au sommet de ses triomphes, menant l'équipe transalpine à la victoire de la première et unique Ligue des champions(deuxième Ligue des champions remportée par une équipe française),, de la Supercoupe de France et de deux Coupes de France.
De 2003 à 2004, il a également été l'entraîneur adjoint de l'équipe nationale française avec laquelle il a remporté une médaille d'argent au championnat d'Europe 2003 et participé aux Jeux olympiques d'Athènes 2004. De 2005 à 2007, il a été entraîneur adjoint de l'équipe nationale italienne, avec laquelle il a remporté le championnat d'Europe 2005, la médaille de bronze à la Coupe des Grands Champions 2005 et à l'Universiade 2005.
Son aventure transalpine est interrompue en 2006, lorsqu'il est engagé par le M. Roma Volley,. Le club romain, bien que dans sa première expérience, a rapidement obtenu des résultats: en Italie la finale de la Coupe d'Italie et de la Supercoupe d'Italie,où, dans les deux cas, ils ont perdu 3-0 contre le très fort Sisley Treviso tandis qu'en Europe il a triomphé dans la Coupe CEV contre l'équipe belge de VC Maaseik 3-0. Après deux saisons, le club décide de ne pas renouveler son adhésion à la première division, et Serniotti s'envole pour la Russie afin de rejoindre le Iaroslavitch Iaroslavl.
Du 29 décembre 2009, jusqu'à la fin du championnat, il a été le premier entraîneur du Prisma Volley Tarente.
En 2010, il a collaboré à nouveau avec l'équipe nationale française en entraînant la Sélection B.
Le 21 juin 2010, il est engagé par le Trentino Volley, à la recherche d'un second entraîneur auprès de Radostin Stoychev, Sur le banc de l'équipe du Trentin, il a remporté pour la première fois le championnat d'Italie et la Coupe du monde des clubs, qui figurent à plusieurs reprises à son palmarès. Il a également remporté la Coppa Italia, la Supercoupe d'Italie et la Ligue des champions.
À l'été 2013, le club connaît des difficultés financières, ce qui l'oblige à vendre plusieurs de ses joueurs les plus forts, notamment Osmany Juantorena, Matej Kazijski et Jan Štokr ; les départs concernent également l'entraîneur Radostin Stojčev, qui arrive en fin de contrat. Serniotti a été promu 1er entraîneur de l'équipe, signant un renouvellement de contrat d'une saison, et comme 2ème il a appelé Simone Roscini. Son aventure à la tête du banc du Trentin n'a duré qu'une saison, au cours de laquelle il a remporté la Supercoupe d'Italie et la médaille de bronze de la Coupe du monde des clubs. En Coupe d'Italie, il est éliminé en demi-finalepar Piacenza, tandis qu'il se classe 4e à la fin de la saison régulièreet est ensuite éliminé en quart de finale des play-offs par Modène.
Au cours de la saison 2015-16, il a été appelé à diriger les Berlin Recycling Volleys, en 1e division allemande. Bundesliga allemande. Il a fait appel à l'entraîneur japonais Koichiro Shimbo pour le seconder, avec lequel il a obtenu d'excellents résultats sur la scène nationale et européenne. C'est l'année du "triplé": il remporte la coupe de la CEV(le premier trophée européen de l'histoire du club), le championnat d'Allemagne et la coupe d'Allemagne (un trophée qui avait disparu à Berlin depuis 15 ans). L'année suivante, elle s'est reconfirmée comme championne d'Allemagne et a conduit l'équipe allemande au Final Four de la Ligue des Champions. Au début de la saison, il échoue à remporter la Supercoupe d'Allemagne, remportée par l'équipe de Friedrichshafen, qui a également arraché la Coupe d'Allemagne remportée l'année précédente par l'équipe de Berlin.
Lors du championnat 2017-2018, il devient entraîneur de l' Resovia Rzeszów, mais en décembre 2017, il résilie son contrat avec le club polonais.
En février 2018, il est appelé à diriger le Cuneo Volley en Serie B, revenant ainsi dans la ville qui l'a lancé en tant qu'entraîneur ; bien qu'il n'ait pas été reconduit pour la saison suivante, en décembre de la même année, il revient s'asseoir sur le banc de Cuneo, cette fois en Serie A2, pour remplacer Mauro Barisciani.
Lors de la saison 2020-2021, ils terminent à la troisième place du championnat et sont éliminés en demi-finale des playoffs par Prisma Volley, tandis qu'en Coupe d'Italie A2/A3, ils atteignent les demi-finales en s'inclinant face à l'Olimpia Bergame, l'équipe qui remporte finalement le tournoi.
Dans le championnat 2021-22, ils atteignent la finale de la Coupe d'Italie A2/A3, ramenant, après 11 ans, une finale de Coupe à Cuneo Volley contre Conad Reggio Emilia, une équipe qui a gagné chez l'équipe de Cuneo par 3 à 1, remportant ainsi la 25ème édition. En outre, à la fin de la saison régulière, il est à nouveau troisième, confirmant la position de l'année précédente et atteignant cette fois la finale des playoffs où il rencontre à nouveau l'équipe de Reggio Emilia, qui gagne 3 à 1 dans le Best of Five et accède à la SuperLega. Son contrat a expiré à la fin de la saison et les routes entre le club et l'entraîneur se sont séparées.
À l'été 2023, il est engagé par l'AS Cannes Volley-Ball, équipe évoluant en Ligue B, reléguée de manière retentissante l'année précédente après avoir remporté la Ligue A, et qui s'était arrêtée en demi-finale des play-offs face au Mende Volley Lozère. Pour sa première saison sur la Côte d'Azur, elle a réussi à terminer la saison régulière à la première place et à remporter le championnat en battant Ajaccio en finale, permettant ainsi à l'équipe de remonter en Ligue A.

## Clubs
| Club                     | Pays      | De        | À         |
| Cuneo Volley             | Italie    | 1992-1999 | 1999-2000 |
| Panathinaikos Athènes    | Grèce     | 2000-2001 | 2001-2002 |
| Cuneo Volley             | Italie    | 2002-2003 | 2002-2003 |
| France                   | France    | 2003-2004 | 2003-2004 |
| Tours Volley-Ball        | France    | 2003-2005 | 2005-2006 |
| Italie                   | Italie    | 2005-2006 | 2006-2007 |
| Rome                     | Italie    | 2006-2007 | 2007-2008 |
| Jaroslavič               | Russie    | 2008-2009 | 2008-2009 |
| Prisma Taranto           | Italie    | 2009-2010 | 2009-2010 |
| France                   | France    | 2010-2010 | 2010-2010 |
| Trentino Volley          | Italie    | 2010-2013 | 2013-2014 |
| Berlin Recycling Volleys | Allemagne | 2015-2016 | 2016-2017 |
| Asseco Resovia Rzeszów   | Pologne   | 2017-2017 | 2017-2017 |
| Cuneo Volley             | Italie    | 2018-2022 | 2018-2022 |
| As Cannes Volley-Ball    | France    | 2023-     |           |

## Palmarès
Championnat d'Europe masculin de volley-ball
- Championnat d'Europe : 2005
- Championnat d'Europe : 2003

World Grand Champions Cup masculine
- World Grand Champions Cup : 2005

Volley-ball masculin à l'Universiade d'été
- Volley-ball à l'Universiade d'été : 2005

Continental
- Championnat du monde des clubs :2010, 2011, 2012
- Championnat du monde des clubs :2013
- Ligue des champions : 2005 2011
- Supercoupe d'Europe : 1996, 1997
- Coupe de la CEV : 1996, 2008, 2016
- Coupe des Coupes : 1997, 1998

Championnat national 
- Championnat d'Italie : 2011, 2013
- Championnat d'Allemagne : 2016, 2017
- Ligue B : 2024

Autres compétitions nationales
- Coupe de France : 2005, 2006
- Coupe d'Allemagne : 2016
- Coupe d'Italie : 1996, 1999 2012, 2013
- Supercoupe d'Italie : 1996, 1999, 2002, 2011, 2013
- Supercoupe de France : 2005